# Evolution (album Grachana Moncura III)
Evolution – debiutancki album studyjny amerykańskiego puzonisty jazzowego Grachana Moncura III, wydany z numerem katalogowym BLP 4153 i BST 84153 w 1964 roku przez Blue Note Records.

## Powstanie
Materiał na płytę został zarejestrowany 21 listopada 1963 roku przez Rudy’ego Van Geldera w należącym do niego studiu (Van Gelder Studio) w Englewood Cliffs w stanie New Jersey. Produkcją albumu zajął się Alfred Lion.

## Lista utworów
Opracowano na podstawie materiału źródłowego.
Wydanie LP
Strona A
| Nr | Tytuł utworu | Muzyka             | Długość |
| -- | ------------ | ------------------ | ------- |
| 1. | „Air Raid”   | Grachan Moncur III | 9:19    |
| 2. | „Evolution”  | Moncur III         | 12:24   |
|    |              |                    | 21:43   |

Strona B
| Nr | Tytuł utworu         | Muzyka     | Długość |
| -- | -------------------- | ---------- | ------- |
| 1. | „The Coaster”        | Moncur III | 11:39   |
| 2. | „Monk in Wonderland” | Moncur III | 7:54    |
|    |                      |            | 19:33   |

## Twórcy
Opracowano na podstawie materiału źródłowego.
Muzycy:
- Grachan Moncur III – puzon
- Lee Morgan – trąbka
- Jackie McLean – saksofon altowy
- Bobby Hutcherson – wibrafon
- Bob Cranshaw – kontrabas
- Anthony Williams – perkusja

Produkcja:
- Alfred Lion – produkcja muzyczna
- Rudy Van Gelder – inżynieria dźwięku
- Reid Miles – projekt okładki
- Francis Wolff – fotografia na okładce
- A. B. Spellman – liner notes
- Michael Cuscuna – produkcja muzyczna (reedycja z 2008)
- Bob Blumenthal – liner notes (2008)